# Djimakakor
Djimakakor est un village du Sénégal situé en Basse-Casamance. Il fait partie de la communauté rurale de Tenghory, dans l'arrondissement de Tenghory, le département de Bignona et la région de Ziguinchor.
Lors du dernier recensement (2002), la localité comptait 306 habitants et 43 ménages.

## Géographie
Djimakakor compte trois quartiers :
- Kakaré
- Bouroudia
- Karing Agnessa

## Histoire

### Origine
Le village est né de la rencontre de plusieurs familles venant de différents endroits par groupes bien distincts.
- Le premier groupe provenant de Kakaré (village situé à proximité de Djignaké (????) dans l'arrondissement de Diouloulou), famille Coly.
- Le deuxième groupe vient du village de Diégoune (à l'ouest d'ici à environ 5 km), famille Diémé qui a fondé le quartier de Bouroudia.
- Le troisième groupe, la famille Diédhiou vient du village de Niankite (arrondissements de Sindian). Ce troisième groupe s'est rattaché au premier pour fonder le quartier de Kakaré.
- Enfin, le dernier et quatrième groupe en provenance de Toutou (nord-est Djinataka ???) a vu son quartier attribué le nom de Karing Agnessa (la forêt de celui qui est venu chercher une terre pour se nourrir), la famille Diémé

Nous noterons que certaines migrations se sont déroulées banalement en fonction des relations amicales mais acceptées par le conseil du village.

Les habitants du village étaient très solidaires en tout genre de situation (chasse, travaux champêtres ou les écoles, médecine traditionnelle, etc.), car il sait Paulette fraternellement et ne laisser personne à la traîne. Tellement soudée, ils avaient un slogan très courant et populaire d'encouragement = Djimakor ! Djimakor ! (c'est-à-dire, encouragez-vous! doute devenu le nom de Djimakor est plus tard Djimakakor).

### Événements marquants
- Conflit de terre avec le village de Tendimane : le village de Tendimane avait voulu arracher par la force les parcelles de champs de mil et d'arachides des Djimakakor, mais ce conflit a été réglé par le jugement no 41 du 19 juillet 1950 par le tribunal du premier degré de Bignona est confirmé par le jugement no 10 du 28 septembre 1950 du tribunal du deuxième degré de Ziguinchor, en faveur de village Djimakakor.
- Ordination du premier prêtre de Djimakakor : pour rendre grâce à Dieu d'avoir choisi un de ses enfants comme prêtre, le village a organisé une grande fête à l'occasion de laquelle plus de 5 bœufs ont été immolées. Durant une semaine entière, c'était la joie dans le village. Cette réjouissance a été partagée par les villages voisins. À l'occasion de cette fête le jeune prêtre en la personne de Olympio Diémé qui a célébré sa première messe publique le 20 avril 1987.

1 Famara DIEDHIOU

2 Adiamohine COLY

3 Clément COLY

4 Bourama COLY

5 Antoin Fodé COLY

6 Joseph COLY 1986 à 1995

7 Benjamin DIEME 1995 à 2000

8 Khadialy Jean Paul DIEME 2000... 2004...
Le Chef du village est nommé par le conseil des sages en fonction de sa conduite. L'actuel chef, Khadialy Jean-Paul Diémé, a été nommé à l'issue d'une élection.